# Рошешуар (виконтство)

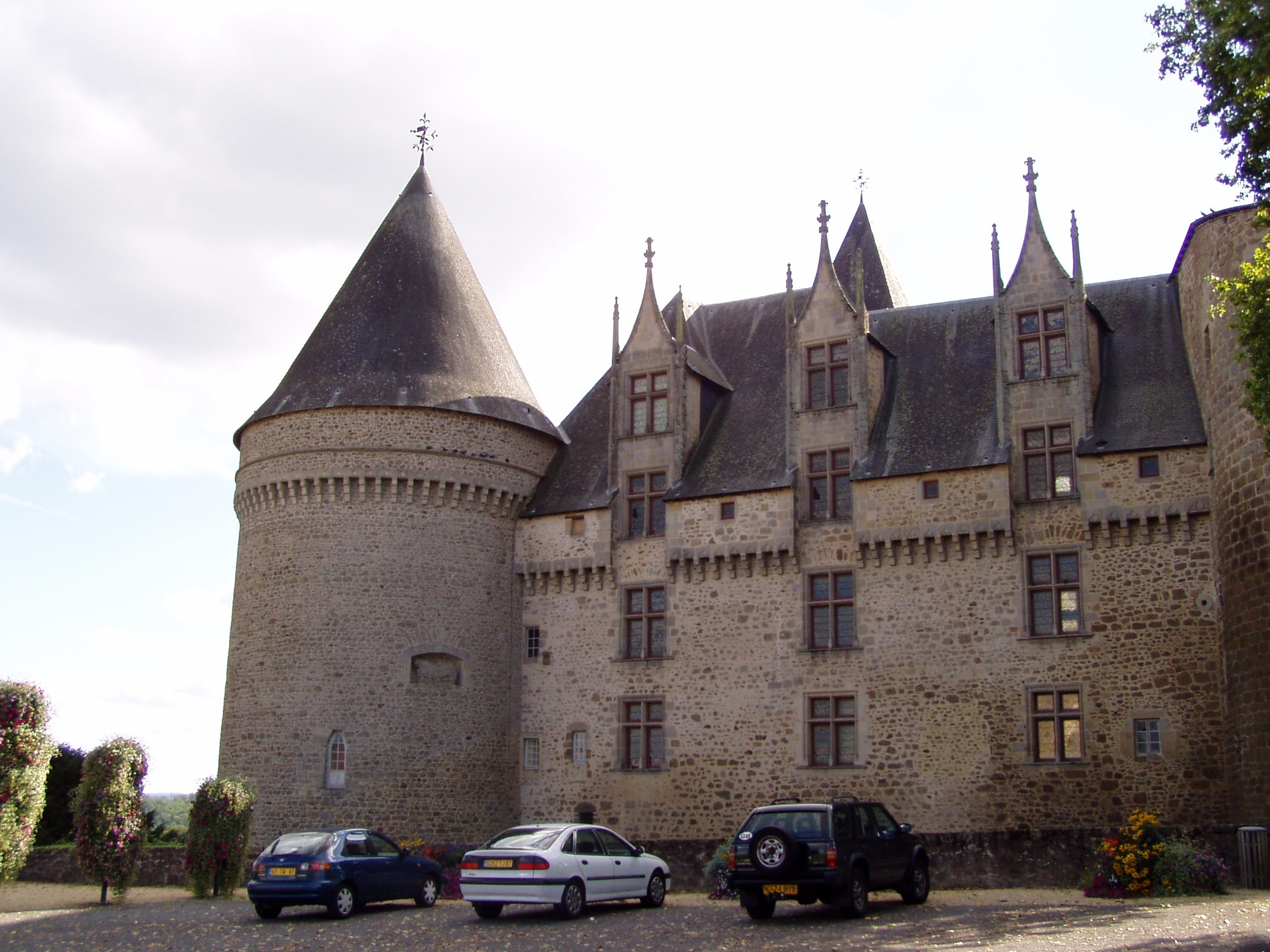
Замок Рошешуар

Виконтство Рошешуар (Rochechouart) — феодальное владение во Франции, существовавшее с конца X века до 1789 года (сначала как сеньория).
Город Рошешуар расположен к западу от Лиможа. Хроника Адемара де Шабанна сообщает, что герцог Аквитании Гильом II около 940 года передал графу Ангулема Гильому II несколько виконтств, в том числе Рошешуар («vicecomitatum Mellensem et Oenacensem et Rocacardensem honoremque Cabannensem et Confolentis, Roffiacum»). Однако ни о каких виконтах Рошешуара сведений в источниках X века нет.
Первым сеньором Рошешуара считается Эмери Остофранкус (Aimery «Ostofrancus») (ум. 1019), один из сыновей Жеро, виконта Лиможа (ум. 988). Объяснений тому, как Рошешуар от графов Ангулема перешёл виконтам Лиможа, не имеется. Возможно, Эмери унаследовал его от матери или получил в приданое за женой. В таком случае одна из этих дам вела своё происхождение от Гильома II Ангулемского.
До XIII века правители Рошешуара в документах лишь эпизодически называются виконтами. И только начиная с 1230 года этот титул становится у них постоянным. Возможно, его пожаловал представителям рода английский король Генрих III в качестве герцога Аквитании.
Первые 13 сеньоров и виконтов Рошешуара носили имя Эмери - до 1316 года, когда бездетному Эмери XIII наследовал дядя - Симон (ум. 1316/1318), а ему, в свою очередь - сын Жан I, погибший в 1356 г. в битве при Пуатье.
Во время Столетней войны виконты Рошешуара оставались сторонниками французского короля, за что их владения неоднократно разорялись английскими войсками. За это в виде компенсации Карл V отдал им шателению Рошфор. В 1372-1373 виконт Луи де Рошешуар участвовал в отвоевании Пуату в составе войск Дюгеклена.
Потомки Эмери Остофранкуса правили виконтством Рошешуар до 1472 года, когда умер последний представитель старшей линии рода Фуко де Рошешуар (1411-1472). Его дочь Анна вышла замуж за Жана де Понтвилля, к которому и перешли её владения.
Виконтство существовало до начала Французской революции 1789 г., после которой все феодальные сеньории во Франции были ликвидированы.
Представителями младшей ветви рода Рошешуар были Габриель де Рошешуар, герцог де Мортемар и его дочь мадам Монтеспан - официальная фаворитка короля Франции Людовика XIV.